# Koray Günter
Koray Günter (Höxter, 16 agosto 1994) è un calciatore tedesco con cittadinanza turca, difensore dell'Al-Okhdood.

## Caratteristiche tecniche
Difensore centrale abile nell'impostazione del gioco e con un buon controllo palla, è bravo nei colpi di testa, negli anticipi e può essere schierato anche come mediano.

## Carriera

### Club

#### Gli inizi, Borussia Dortmund
Nella stagione 2013/2014 viene aggregato alla prima squadra nonostante continui a giocare anche con le giovanili. Inizia la stagione vincendo la Supercoppa di Germania ai danni del Bayern Monaco per 4-2. Esordisce per la prima volta in Bundesliga il 5 ottobre contro il Borussia Mönchengladbach, subentrando a Nuri Şahin nel finale della partita finita 2-0.

#### Galatasaray
Il 30 gennaio 2014 il Galatasaray annuncia il suo acquisto a titolo definitivo per due milioni e cinquecentomila euro, con un contratto fino al 30 giugno 2018. Debutta da subentrato in una partita di Türkiye Kupası contro il Tokatspor il 5 febbraio 2014. Il 12 luglio 2016, in una partita amichevole contro il Thun, si procura la rottura del legamento crociato del ginocchio destro, infortunio che gli fa perdere tutta la stagione 2016-2017 e che condiziona anche la seguente, visto che totalizza appena otto presenze.

#### Genoa
Il 20 luglio 2018 la Lega Serie A ufficializza il suo trasferimento al Genoa da svincolato. L'11 agosto successivo fa il suo esordio con la maglia dei grifoni subentrando nel secondo tempo al posto di Nicolás Spolli, in occasione della vittoria casalinga (4-0) contro il Lecce valida per il terzo turno di Coppa Italia. L'esordio in Serie A avviene il successivo 26 agosto nella partita con l'Empoli vinta per 2-1, subentrando a Darko Lazović. Chiude la stagione disputando 14 gare in campionato.

#### Hellas Verona
Il 19 luglio 2019 viene ceduto in prestito al Verona. Dopo aver disputato una stagione da titolare con il club veneto, il 2 settembre 2020 viene acquistato a titolo definitivo, firmando un triennale.
Sigla la sua prima rete in massima serie il 16 ottobre 2022 (alla presenza numero 111), nella gara persa 2-1 contro il Milan. Il 6 novembre seguente raggiunge quota 100 presenze in A con gli scaligeri in occasione della gara persa 2-0 contro il Monza.

#### Prestiti: Sampdoria, Fatih Karagümrük e Göztepe
Il 31 gennaio 2023, torna a giocare a Genova, questa volta alla Sampdoria, venendo ceduto in prestito con obbligo di riscatto condizionato. Con i blucerchiati, raccoglie 10 presenze, prima di tornare alla formazione scaligera.
Dopo una prima parte di stagione passata con la maglia gialloblu, senza mai scendere in campo, il 26 gennaio 2024 viene ceduto in prestito diritto di riscatto al Fatih Karagümrük, nella Süper Lig turca, fino al termine della stagione.
Il 1º luglio 2024, viene ceduto in prestito per una stagione al Göztepe, squadra neo-promossa in Süper Lig.

## Statistiche

### Presenze e reti nei club
Statistiche aggiornate al 24 maggio 2024.
| Stagione                 | Squadra                  | Campionato               | Campionato | Campionato | Coppe nazionali | Coppe nazionali | Coppe nazionali | Coppe continentali | Coppe continentali | Coppe continentali | Altre coppe | Altre coppe | Altre coppe | Totale | Totale |
| Stagione                 | Squadra                  | Comp                     | Pres       | Reti       | Comp            | Pres            | Reti            | Comp               | Pres               | Reti               | Comp        | Pres        | Reti        | Pres   | Reti   |
| ------------------------ | ------------------------ | ------------------------ | ---------- | ---------- | --------------- | --------------- | --------------- | ------------------ | ------------------ | ------------------ | ----------- | ----------- | ----------- | ------ | ------ |
| 2012-2013                | Borussia Dortmund        | BL                       | 0          | 0          | CG              | 0               | 0               | UCL                | 0                  | 0                  | -           | -           | -           | 0      | 0      |
| 2013-gen. 2014           | Borussia Dortmund        | BL                       | 1          | 0          | CG              | 0               | 0               | UCL                | 0                  | 0                  | -           | -           | -           | 1      | 0      |
| Totale Borussia Dortmund | Totale Borussia Dortmund | Totale Borussia Dortmund | 1          | 0          |                 | 0               | 0               |                    | 0                  | 0                  |             | -           | -           | 1      | 0      |
| gen.-giu. 2014           | Galatasaray              | SL                       | 4          | 0          | TK              | 3               | 0               | -                  | -                  | -                  | -           | -           | -           | 7      | 0      |
| 2014-2015                | Galatasaray              | SL                       | 12         | 0          | TK              | 7               | 0               | UCL                | 0                  | 0                  | -           | -           | -           | 19     | 0      |
| 2015-2016                | Galatasaray              | SL                       | 9          | 0          | TK              | 6               | 0               | UCL+UEL            | 0+1                | 0                  | ST          | 0           | 0           | 16     | 0      |
| 2016-2017                | Galatasaray              | SL                       | 0          | 0          | TK              | 0               | 0               | -                  | -                  | -                  | ST          | 0           | 0           | 0      | 0      |
| 2017-2018                | Galatasaray              | SL                       | 3          | 0          | TK              | 5               | 0               | UEL                | 0                  | 0                  | -           | -           | -           | 8      | 0      |
| Totale Galatasaray       | Totale Galatasaray       | Totale Galatasaray       | 28         | 0          |                 | 21              | 0               |                    | 1                  | 0                  |             | 0           | 0           | 50     | 0      |
| 2018-2019                | Genoa                    | A                        | 14         | 0          | CI              | 1               | 0               | -                  | -                  | -                  | -           | -           | -           | 15     | 0      |
| 2019-2020                | Verona                   | A                        | 32         | 0          | CI              | 1               | 0               | -                  | -                  | -                  | -           | -           | -           | 33     | 0      |
| 2020-2021                | Verona                   | A                        | 27         | 0          | CI              | 0               | 0               | -                  | -                  | -                  | -           | -           | -           | 27     | 0      |
| 2021-2022                | Verona                   | A                        | 30         | 0          | CI              | 1               | 1               | -                  | -                  | -                  | -           | -           | -           | 31     | 1      |
| 2022-gen. 2023           | Verona                   | A                        | 13         | 1          | CI              | 1               | 0               | -                  | -                  | -                  | -           | -           | -           | 14     | 1      |
| gen.-giu. 2023           | Sampdoria                | A                        | 10         | 0          | CI              | 0               | 0               | -                  | -                  | -                  | -           | -           | -           | 10     | 0      |
| 2023-gen. 2024           | Verona                   | A                        | 0          | 0          | CI              | 0               | 0               | -                  | -                  | -                  | -           | -           | -           | 0      | 0      |
| Totale Hellas Verona     | Totale Hellas Verona     | Totale Hellas Verona     | 102        | 1          |                 | 3               | 1               |                    | -                  | -                  |             | -           | -           | 105    | 2      |
| gen.-giu. 2024           | Fatih Karagümrük         | SL                       | 10         | 0          | TK              | -               | -               | -                  | -                  | -                  | -           | -           | -           | 10     | 0      |
| Totale carriera          | Totale carriera          | Totale carriera          | 165        | 1          |                 | 25              | 1               |                    | 1                  | 0                  |             | 0           | 0           | 191    | 2      |

## Palmarès

### Club

#### Competizioni nazionali
- Campionato turco: 2

Galatasaray: 2014-2015, 2017-2018
- Supercoppa turca: 2

Galatasaray: 2015, 2016
- Coppa di Turchia: 3

Galatasaray: 2013-2014, 2014-2015, 2015-2016